# Vomitory
Vomitory foi uma banda de death metal da Suécia, formada em 1989 em Carlostádio. Após oito álbuns de estúdio lançados em mais de vinte anos de carreira, o grupo encerrou suas atividades em 2013.

## História
A formação da banda sueca de death metal Vomitory constantemente se expandiu de sua formação original como um trio logo após surgir em 1989, mas nunca ficou estável desde então. Inicialmente a banda consistia de Ronnie Olson no baixo, Urban Gustafsson na guitarra, e Tobias Gustafsson na bateria. Não muito depois de tocar em seu primeiro show em 1990, a banda abriu a posição de baixista para Bengt Sund quando Olson decidiu cuidar somente do vocal. A banda expandiu-se novamente em 1991 com a adição de Ulf Dalegren na guitarra. Com esta formação um tanto estável e completa no momento, o grupo produziu uma demo no ano seguinte. A fita homônima seguiu seu caminho pelos canais de música underground, ganhando nome pelo Vomitory entre os fãs de death metal e levando a banda ao conhecimento da suíça Witchhunt Records. O selo lançou “Moribund”, um 7”, em 1993. Fãs suecos de death metal compraram todas as 500 cópias do lançamento, que continha as músicas “Untouchable Challenge”, “Undivulged”, e a faixa título. Naquele mesmo ano, Olson e os irmãos Gustafsson explusaram Sund do grupo. Thomas Bergqvist apareceu para tomar o lugar de baixista.
Logo o grupo começou a produzir outra fita para propósitos promocionais, mas falhou em entregar perspectivas para selos grandes. O Vomitory decidiu então lançar sozinho o “Through Sepulchral Shadows”, e os fãs compraram aproximadamente 1.000 cópias depois de seu lançamento em 1994. Um pouco mais de um ano depois, o grupo viajou pela Polônia. Fadeless Records, uma empresa situada na Holanda, ofereceu à banda um contrato de gravação em 1996, e antes do fim desse ano o CD “Raped in Their Own Blood” foi gravado e lançado. A formação mudou de novo quando Olson e Bergqvist saíram e o vocalista Jussi Lina e o baixista Eric Rundqvist entraram. O CD “Redemption” veio em seguida em 1999, e a banda embarcou em duas turnês europeias antes que a década acabasse. A Metal Blade lançou os dois próximos CDs do grupo, “Revelation Nausea” em 2001 e “Blood Rapture” no ano seguinte, com o produtor Henrik Larsson trabalhando neste último. Em 2004 a banda lançou “Primal Massacre”. Era a última gravação com o guitarrista de longa-data Ulf Dalegren, que tomou a decisão de deixar o Vomitory no ano seguinte. Foi substituído por Peter Östlund, que se juntou à banda com o novo produtor/engenheiro Rikard Löfgren para começar a trabalhar no carinhosamente construído e imaculadamente intitulado “Terrorize Brutalize Sodomize”, de 2007.
A banda ainda lançou os álbuns "Carnage Euphoria", em 2009, e até então, o último do grupo, o "Opus Mortis VIII", em 2011. Em fevereiro de 2013, o Vomitory anunciou que a banda acabaria no final do ano. O "último" show da banda ocorreu em 27 de dezembro de 2013.
A 23 de Março de 2018, a banda anunciou a sua reunião que marca o aniversário dos 30 anos do Vomitory.
Em 2023, após 12 anos de espera, o Vomitory lançou o álbum All Heads Are Gonna Roll, contendo 10 faixas inéditas.

## Integrantes
Atuais
- Tobias Gustafsson - bateria (1989-2013, 2017, 2018-presente)
- Urban Gustafsson - guitarra (1989-2013, 2017, 2018-presente)
- Erik Rundqvist - baixo, vocal (1999-2013 2017, 2018-presente)
- Peter Östlund - guitarra (2005–2013 2017, 2018-presente)

Anteriores
- Ronnie Olson - baixo, vocal (1989–1996)
- Bengt Sund - baixo (1990–1993)
- Ulf Dalegren - guitarra (1991–2005)
- Thomas Bergqvist - baixo (1993–1996)
- Jussi Linna - vocal (1996–1999)

## Discografia

### Álbuns
- Raped in Their Own Blood (1996)
- Redemption (1999)
- Revelation Nausea (2000)
- Blood Rapture (2002)
- Primal Massacre (2004)
- Terrorize Brutalize Sodomize (2007)
- Carnage Euphoria (2009)
- Opus Mortis VIII (2011)
- All Heads Are Gonna Roll (2023)

### Demos e raridades
- Vomitory Demo (1992)
- Moribund 7" (EP, 1993)
- Promo (1993)
- Through Sepulchral Shadows (1994)
- Anniversary Picture Disc (EP, 1999)

### DVDs
- Dead & Drunk - Live! (2011)